# 加藤宣之
加藤 宣之（かとう のぶゆき、Nobuyuki Kato）は、日本のウイルス学者。岡山大学 名誉教授。学位は薬学博士（北海道大学・1983年）。専門は 腫瘍ウイルス学（C型肝炎ウイルス）など。
現在は、岡山大学大学院医歯薬学総合研究科 医歯薬学専攻 医学系講座 病原ウイルス学・特命教授（客員研究員）として後進の指導などもおこなっている。

## 経歴・人物
当時、学区の北海道札幌南高等学校が学生運動で荒れていたため北海道札幌旭丘高等学校を受験、越境通学して卒業した。1972年4月 北海道大学へ入学。教養課程の後、薬学部製薬化学科へ進み卒業した。1977年4月 北海道大学大学院薬学研究院 修士課程へ進学。1979年3月 同大修士課程を修了。
1979年4月 国立がんセンター研究所ウイルス部 厚生労働技官として着任。1983年4月 論文薬学博士を取得。1985年3月 米国NCI-Frederickへ博士研究員として留学、内在性レトロウイルスの研究をおこなう。1987年5月 国立がんセンター研究所ウイルス部へ復職した。
1999年8月 岡山大学医学部附属分子細胞医学研究施設 病態分子生物学部門の第3代教授として着任した。大学院化や法人化による組織改編などを経て、岡山大学大学院医歯薬学総合研究科 腫瘍ウイルス学分野と改称。
岡山大学を退官までに数多くの功績を残した。『Ｃ型肝炎治療に使われる抗ウイルス薬「リバビリン」が特殊な酵素の働きを抑制』、『抗HCV薬リバビリンの効き目を決める分子機構を解明』、『リバビリンが脂質生合成を抑制』など。

## 所属学会
- 日本ウイルス学会